# Gare de Stephansfeld
La gare de Stephansfeld est une gare ferroviaire française de la ligne de Noisy-le-Sec à Strasbourg-Ville, située au lieu-dit Stephansfeld, sur le territoire de la commune de Brumath, dans la collectivité européenne d'Alsace, en région Grand Est.
C'est une halte de la Société nationale des chemins de fer français (SNCF), du réseau TER Alsace, desservie par des trains express régionaux.

## Situation ferroviaire
Établie à 142 m d'altitude, la gare de Stephansfeld est située au point kilométrique (PK) 486,574 de la ligne de Noisy-le-Sec à Strasbourg-Ville (dite ligne Paris - Strasbourg), entre les gares de Brumath et de Vendenheim.

## Histoire
La gare a été ouverte[Quand ?] à la demande de l'hôpital psychiatrique de Stephansfeld pour faciliter les visites des familles aux malades.
Le style du bâtiment voyageurs correspond aux gares construites en Alsace-Lorraine au début du XXe siècle avant 1918.
En 2008, les Bâtiments de France refusent la demande de démolition de l'ancien bâtiment voyageurs émise par la SNCF.
Le bâtiment voyageurs est finalement démoli en 2009 après plusieurs années d'abandon.

## Fréquentation
De 2015 à 2024, selon les estimations de la SNCF, la fréquentation annuelle de la gare s'élève aux nombres indiqués dans le tableau ci-dessous.
| Année     | 2015   | 2016   | 2017   | 2018   | 2019   | 2020   | 2021   | 2022   | 2023   | 2024   |
| --------- | ------ | ------ | ------ | ------ | ------ | ------ | ------ | ------ | ------ | ------ |
| Voyageurs | 37 920 | 40 467 | 43 225 | 37 952 | 40 172 | 23 185 | 24 881 | 29 958 | 45 087 | 70 410 |

## Services voyageurs

### Accueil
Halte SNCF, c'est un point d'arrêt non géré (PANG). La traversée des voies s'effectue par un passage souterrain.

### Desserte
Stephansfeld est desservie par les trains TER Grand Est assurant les relations:  
- Strasbourg – Saverne – Sarrebourg
- Saverne – Sélestat via Strasbourg (REME).

La desserte de la gare est renforcée depuis la mise en place du Réseau express métropolitain européen (REME) en décembre 2022.
La gare est aussi desservie par les autocars TER Grand Est de la ligne de Strasbourg-Ville à Diemeringen.